# Andritz
Pour les articles homonymes, voir Andritz (homonymie).
Andritz est une entreprise autrichienne qui fait partie de l'indice ATX. Elle  est spécialisée dans la conception et la fabrication d'équipements et de systèmes de production industrielle.

## Activité
Le CA par marché se répartit comme suit :
- industrie papetière (44,1 %) : équipements de production de pâte à papier et de pâte chimique, de production textile ;
- hydro (35,5 %) : équipements électromécaniques pour centrales hydroélectriques (turbines, alternateurs, conduites forcées, systèmes d'automatisation, pompes,etc.);
- environnement (9 %) : systèmes de traitement des eaux usées ;
- métallurgie (7,8 %) : équipements de production d'acier inoxydable, d'acier laminé, etc. ;
- agroalimentaire (3,6 %) : systèmes de production d'aliments, de broyage, de pressage, etc.

Le groupe est le no 1 mondial des technologies destinées au secteur de l'alimentation animale.
La répartition géographique du CA est la suivante : Europe (37 %), Amérique du Sud (23,2 %), Asie (22,2 %), Amérique du Nord (14,1 %) et autres (3,5 %).

## Histoire
En juin 2018, Andritz annonce l'acquisition de Xerium Technologies, une entreprise d'équipements et de services pour l'industrie papetière, pour 833 millions de dollars.